# Oue
Oue er en landsby i det sydlige Himmerland med 332 indbyggere  (2024). Oue er beliggende 13 kilometer øst for Hobro og 11 kilometer vest for Hadsund på nordsiden af Mariager Fjord.
Landsbyen ligger i Region Nordjylland og hører til Mariagerfjord Kommune. Oue er beliggende i Oue Sogn.
I landsbyen ligger Oue Kirke og Oue Idrætshal. Herregården Ouegård ligger nær Oue. 

## Personer fra byen
- Oue var i mange år hjem for dansk-top sangeren Jodle Birge, som også er begravet i byen.
- Den internationalt kendte instruktør Niels Arden Oplev er født og opvokset blot et par kilometer fra byen. Oplevs prisvindende film fra 2006 Drømmen menes at være inspireret af Oplevs egen historie fra barndommen i Oue og nabobyen Valsgaard.
- Den folkekære børnebogsforfatter Ole Lund Kirkegaard fungerede i flere år som førstelærer på Oue Skole, og har efter sigende hentet megen inspiration fra personer i og omkring byen.